# Hutnik Kraków (piłka siatkowa)
Hutnik Kraków – sekcja siatkarska klubu Hutnik Kraków założona w 1950 roku w Krakowie. Dwukrotny mistrz Polski w latach 1988 i 1989.

## Historia
Sekcja piłki siatkowej powstała w roku 1950, a jej inicjatorami byli: J. Folfasiński i S. Armaty. W sezonie 1951/52 drużyna po raz pierwszy wystąpiła w mistrzostwach okręgowych w Żywcu, a następnie wygrała turniej eliminacyjny do ligi okręgowej w Oświęcimiu. Zespół prowadził wówczas Julian Korzeniak.
W roku 1965 siatkarze Hutnika prowadzeni przez Emiliana Sirackiego wywalczyli historyczny awans do I ligi, a dwa lata później zdobyli pierwszy medal mistrz Polski - brąz. Od tego sezonu dbano o wzmocnienia, efektem czego były kolejne medale - srebro w sezonach: 1967/68 oraz 1968/69. W sezonie 1977/78 Hutnik zdobył trzeci srebrny medal MP. Po tym sukcesie drużyna grała gorzej i sezon po sezonie obsuwała się w tabeli (z wyjątkiem sezonu 1980/81 - brąz). Doszło do tego, że w sezonie 1983/84 Hutnik spadł z Ekstraklasy. Było to dość nieoczekiwane i szybko znaleziono sposób na rozwiązanie tej niekorzystnej sytuacji. Już po sezonie Hutnik ponownie znalazł się w ekstraklasie.
Siatkarze nie zawiedli i w sezonie 1985/86 wywalczyli kolejny brązowy medal MP. Później było jeszcze lepiej a końcówka lat osiemdziesiątych to najwspanialszy okres w historii sekcji. Drużynę objął trener Jerzy Piwowar, pozyskano również nowych, znakomitych zawodników tj.: Robert Ratajczak, Marek Fornal, Ryszard Jurek, Andrzej Martyniuk i inni, którzy w sezonie 1986/87 zdobyli po raz piąty srebrny medal MP. Nadszedł sezon 1987/88, w którym Hutnik okazał się lepszy od m.in. Stali Stocznia, Resovii czy Legii Warszawa i po raz pierwszy wywalczył tytuł Mistrza Polski. 
Mistrzowski skład: Ryszard Jurek, Robert Ratajczak, Andrzej Martyniuk, Zdzisław Jabłoński, Wacław Golec, Marek Topór, Jerzy Pawełek, Marek Fornal, Roman Szczerbik, Jacek Szerszeń, Grzegorz Bogusz, Wadim Dyba oraz trenerzy: Jerzy Piwowar i Jacek Sańka (asystent)
Siatkarze Hutnika nie zachłysnęli się sukcesem i również w roku następnym potwierdzili swą dominację na parkietach Polski. Należy zaznaczyć, że Hutnik znakomicie zagrał w play-off, gdzie startując z czwartego miejsca pokonał Stal Stocznię by w finale wygrać z AZS Olsztyn. W zespole występował Grzegorz Wagner, a asystentem Jerzego Piwowara był Ryszard Pozłutko. W tym samym roku Hutnik zdobył również Puchar Polski. 
W kolejnym sezonie nie udało się obronić tytułu mistrza Polski i Hutnicy musieli zadowolić się srebrem uznając wyższość AZS Częstochowa. Po sezonie 1989/90 z zespołem rozstał się trener Jerzy Piwowar (Tunezja) oraz kilku czołowych zawodników: Ryszard Jurek, Jacek Szerszeń, Marek Fornal. W tej sytuacji nowemu trenerowi Jerzemu Skorupie trudno było nawiązać do poprzednich medalowych sukcesów co potwierdzało się w wynikach - 4. miejsce po sezonie 90/91. Od tej pory wobec ciężkiej sytuacji finansowej sekcji oraz dalszych ubytków kadrowych siatkarze Hutnika grali coraz słabiej i w sezonie 1991/92 spadli do ówczesnej serii B. Sytuacja zmieniała się na gorsze i w sezonie 1992/93 mimo utrzymania się w serii B zarząd podjął decyzję o wycofaniu drużyny z rozgrywek centralnych. 
W sezonie 2014/15 Hutnik Dobry Wynik Kraków wywalczył awans do I ligi na turnieju w Katowicach. W połowie sezonu zespół zrezygnował z dalszych rozgrywek z powodów finansowych.

## Sukcesy
- Mistrzostwa Polski:
  -  1. miejsce (2x): 1988, 1989
  -  2. miejsce (6x): 1968, 1969, 1978, 1979, 1987, 1990
  -  3. miejsce (3x): 1967, 1981, 1986

- Puchar Polski:
  -  1. miejsce (3x): 1974, 1988, 1990
  -  3. miejsce (1x): 1971

## Kadra
- Pierwszy trener: Jerzy Piwowar
- Drugi trener: Zenon Matras

| Nr | Imię i nazwisko   | Pozycja      |
| -- | ----------------- | ------------ |
| 1  | Leszek Klimczak   | środkowy     |
| 2  | Kamil Maruszczyk  | przyjmujący  |
| 3  | Łukasz Ciupa      | przyjmujący  |
| 4  | Kamil Kołek       | atakujący    |
| 5  | Dominik Miarka    | przyjmujący  |
| 6  | Tomasz Obuchowicz | środkowy     |
| 7  | Robert Kiwior     | rozgrywający |
| 10 | Krzysztof Ferek   | atakujący    |
| 11 | Paweł Golec       | przyjmujący  |
| 12 | Karol Dudziński   | środkowy     |
| 13 | Rafał Sokołowski  | środkowy     |
| 14 | Jędrzej Goss      | atakujący    |
| 15 | Marcin Bachmatiuk | środkowy     |
| 16 | Karol Galiński    | libero       |
| 17 | Piotr Adamski     | rozgrywający |
| 18 | Bartosz Zieliński | libero       |